# امداستین
امداستین (با نام تجاری امادین) یک آنتی‌هیستامین نسل دوم است که در قطره‌های چشمی برای کاهش علائم ملتحمه آلرژیک استفاده می‌شود. به عنوان یک آنتاگونیست گیرنده H1 عمل می‌کند. این دارو با مسدود کردن عملکرد هیستامین که باعث علائم آلرژیک می‌شود، عمل می‌کند. به شکل دیفومارات استفاده می‌شود. امداستین دی‌فومارات یک پودر نرم سفید، کریستالی و محلول در آب است. قطره چشم امداستین معمولا دو بار در روز برای چشم آسیب دیده استفاده می‌شود. هنگامی که بیماران مبتلا به ورم ملتحمه آلرژیک با محلول چشمی اماداستین دی‌فومارات ۰۵/۰٪ به مدت ۶ هفته تحت درمان قرار گرفتند، علائم و نشانه‌هایی مانند قرمزی، خارش و تورم چشم‌ها برطرف شد. به نظر می‌رسد امداستین فاقد تأثیر بر گیرنده‌های آدرنرژیک، دوپامینرژیک و سروتونین است. این دارو توسط شرکت الکان که یک شرکت پزشکی جهانی متخصص در محصولات مراقبت از چشم است، ساخته شده است.